# Bocköl

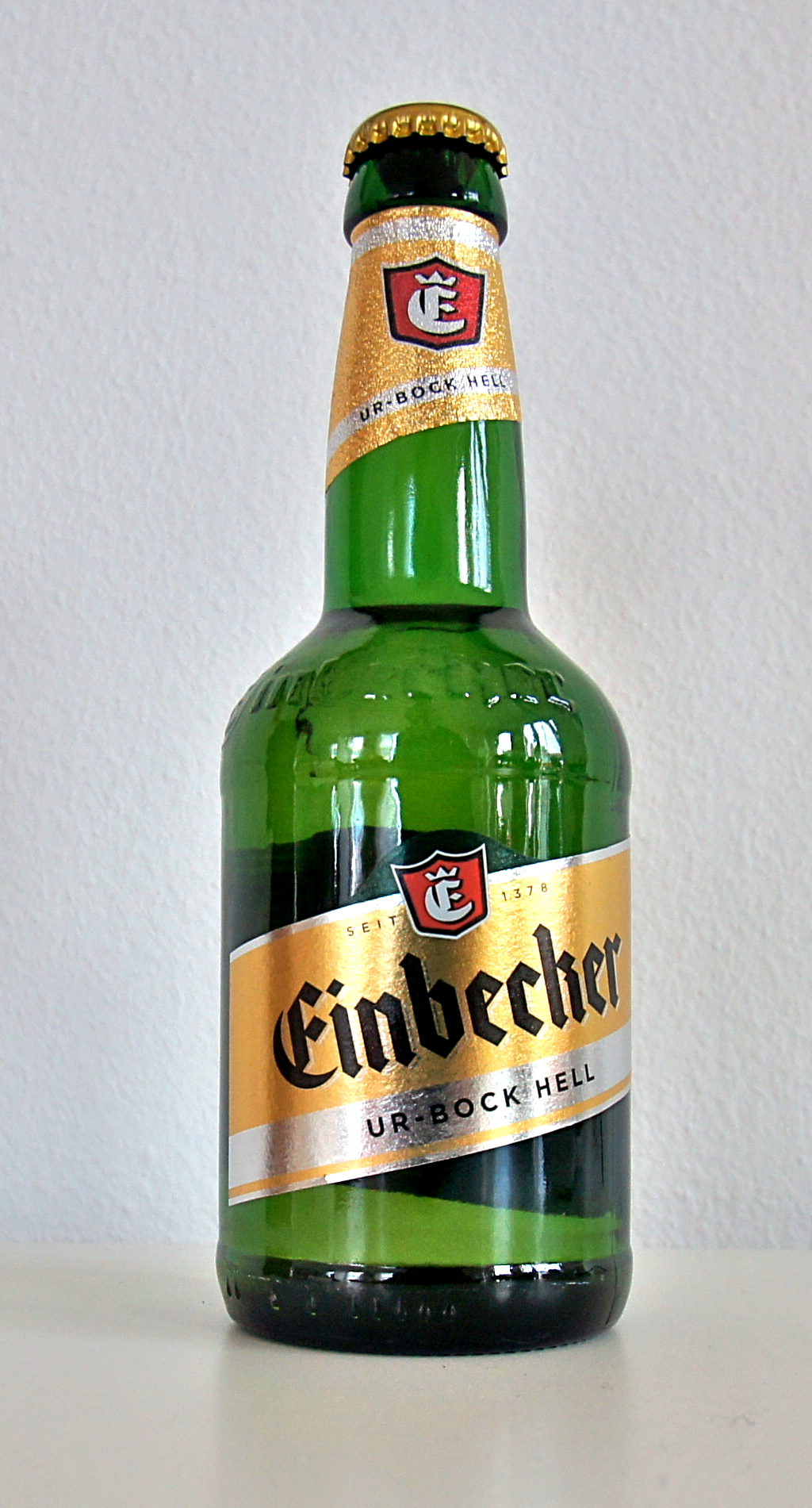
Einbecker Ur-Bock i "Einbecker" flaska

Bocköl (tyska Bockbier eller Bock) är ett alkoholstarkt lageröl och har sitt ursprung i staden Einbeck i närheten av Hannover, Tyskland. Vanligast dricks och bryggs det kring påsk. Ölet kan vara både ljust och mörkt med en alkoholstyrka kring 6 procent och har en fyllig maltsmak. Ursprungligen var alla bocköl relativt mörka, vilket medför att många bocköl idag är något mörkare. Det innebär att bocköl ofta dricks som julöl. För att räknas som ett bocköl skall ölet när det bryggs ha en stamvörtstyrka överstigande 16 procent.
Namnen på bocköl slutar ofta på ”-ator”, vilket beror på att de munkar som bryggde en av varianterna gav det namnet Salvator (frälsaren).

## Dubbelbock och Eisbock
Dubbelbock är en starkare variant av bocköl. Eisbock (Tyska:is-bock) är en variant där ölet kyls kraftigt och därefter tas den del av ölen som frusit bort och denna process höjer alkoholhalten något ytterligare.

## Olika länder

### Sverige
- I Sverige säljs exempelvis Old Ox av Mariestads/Spendrups, Bagge av Janake Wine Group, Arboga Extra Stark av Three Towns/Galatea och Manipulator av Närke Kulturbryggeri samt Norrlands Djup av Spendrups.